# Antonio de Aragón-Córdoba-Cardona y Fernández de Córdoba

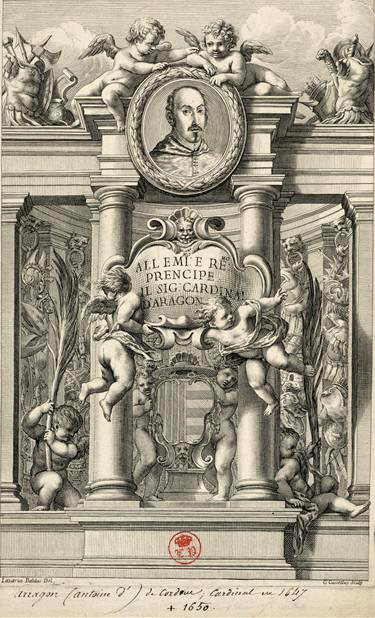
Antonio Kardinal de Aragón (Bildnis und Kardinalswappen; Stich von Guillaume Chasteau, 2. Hälfte 17. Jh.)

Antonio de Aragón-Córdoba-Cardona y Fernández de Córdoba (* 24. November 1616 in Lucena; † 7. Oktober 1650 in Madrid) war ein Kardinal der Römischen Kirche.

## Leben
Er stammte aus einer hochangesehenen Familie, die mit dem spanischen Königshaus verwandt war, und war das siebte Kind und der dritte Sohn des Enrique de Aragón-Córdoba-Cardona y Enríquez de Cabrera, 6. Herzog von Cardona und 5. Herzog von Segorbe, Vizekönig von Navarra und Katalonien, und dessen zweiter Ehefrau Catalina Fernández de Córdoba y Figueroa. Die Eltern ließen sich bei ihrer Heirat 1606 in Lucena nieder, dort lebten sie bis 1618. Antonio war der Bruder des 1660 zum Kardinal erhobenen Pascual de Aragón. Sein Nachname wird auch als de Aragonia, als d’Aragona und als de Aragón aufgeführt.
Seine erste Bildung erfuhr er durch den Bischof von Barcelona García Gil Manrique. Antonio de Aragón besuchte die Universität von Salamanca, zu deren Rektor er am 10. November 1635 bestimmt wurde. Bereits im August 1636 trat er jedoch von dieser Position zurück, um einen Lehrauftrag an dem zur Universität gehörenden Colegio Mayor de San Bartolomé anzunehmen. 1630 wurde er Kanoniker an der Kathedrale von Córdoba.
Zusammen mit seinem Bruder, dem Marquis von Povar, wurde er 1640 nach Katalonien entsandt, um ihrer Mutter, der verwitweten Herzogin von Cardona beizustehen, und um ihre Versöhnung mit den aufständischen Katalanen herbeizuführen. Die Brüder erreichten Barcelona am 11. Dezember 1640, wurden jedoch kurz darauf, am 3. Januar 1641 festgenommen und ihr Haus wurde geplündert. Erst am 15. November 1641 gelangten die Brüder durch einen Gefangenenaustausch wieder in die Freiheit.
Die Priesterweihe empfing Antonio de Aragón am 27. April 1642. Er war Koadjutor des Archidiakons von Castro del Río, das der Kathedrale von Córdoba unterstand, und folgte im Dezember 1648 auf dieser Position nach.
1642, nach seiner Gefangenschaft in Barcelona, wurde Antonio de Aragón General der Galeeren in Valencia und unterstützte 16|44 König Philipp IV. bei dessen militärischen Unternehmungen in Lleida.|
Antonio de Aragón wurde am 7. Oktober 1647 von Papst Innozenz X. in pectore zum Kardinal erhoben. Am 14. März 1650 veröffentlichte der Papst seinen Namen und ernannte ihn zum Kardinaldiakon, wies ihm jedoch keine Titeldiakonie zu. Antonio de Aragón reiste nie nach Rom, um den Kardinalshut und einen Titel entgegenzunehmen. Er starb 1650 nach kurzer Krankheit in Madrid. Bestattet wurde er zunächst im Konvent der Unbeschuhten Dominikanerinnen in Loeches nahe Madrid. Am 17. Juni 1662 wurde sein Leichnam in das Zisterzienserkloster Poblet überführt und in der dortigen Kirche neben dem Mausoleum seiner Eltern beigesetzt.